# ميغيل بالانكا
ميغيل بالانكا (بالإسبانية: Miguel Palanca) (18 ديسمبر 1987 بطراغونة في إسبانيا - ) هو لاعب كرة قدم إسباني في مركز الهجوم. لعب مع إسبانيول وخيمناستيك طركونة وريال مدريد كاستيا وريال مدريد ونادي أديلايد يونايتد ونادي إلتشي ونادي كاستييون ونومانسيا.

## روابط خارجية
- ميغيل بالانكا على موقع قاعدة بيانات كرة القدم.إي يو (الإنجليزية)
- ميغيل بالانكا على موقع Soccerway.com (الإنجليزية)
- ميغيل بالانكا على موقع عالم كرة القدم.نت (الإنجليزية)
- ميغيل بالانكا على موقع AS.com (الإسبانية)